# Amen (miejscowość w Holandii)
Amen – wieś w Holandii, w prowincji Drenthe, w gminie Aa en Hunze.